# Lhota (Liběšice)
Lhota je malá vesnice a část obce Liběšice v okrese Louny. Nachází se asi čtyři kilometry jižně od Liběšic. Vesnicí protéká Klučecký potok, do kterého se zde zleva vlévá menší Sádecký potok. Lhota leží v katastrálním území Lhota u Nečemic o rozloze 5,94 km².

## Historie
První písemná zmínka o vesnici pochází z roku 1382.

## Obyvatelstvo
Při sčítání lidu v roce 1921 zde žilo 149 obyvatel (z toho 73 mužů), z nichž bylo 34 Čechoslováků a 115 Němců. Všichni byli římskými katolíky. Podle sčítání lidu z roku 1930 měla vesnice 156 obyvatel: dvacet Čechoslováků, 134 Němců a dva cizince. Krom deseti evangelíků a čtyř lidí bez vyznání se všichni hlásili k římskokatolické církvi.
| Rok            | 1869 | 1880 | 1890 | 1900 | 1910 | 1921 | 1930 | 1950 | 1961 | 1970 | 1980 | 1991 | 2001 | 2011 | 2021 |
| -------------- | ---- | ---- | ---- | ---- | ---- | ---- | ---- | ---- | ---- | ---- | ---- | ---- | ---- | ---- | ---- |
| Počet obyvatel | 171  | 127  | 120  | 162  | 150  | 149  | 156  | 85   | 63   | 45   | 42   | 28   | 30   | 42   | 40   |
| Počet domů     | 22   | 22   | 23   | 23   | 25   | 25   | 25   | 23   | 16   | 13   | 14   | 16   | 18   | 19   | 19   |

## Pamětihodnosti
Asi 850 metrů jihovýchodně od vesnice se na ostrožně nad levým břehem Klučeckého potoka nachází vrcholně středověké tvrziště zvané Na Hradě nebo Na Starém zámku. Od okolního terénu je odděluje příkop a val, který byl nejspíše v sedmdesátých letech dvacátého století narušen při stavbě elektrického vedení. Na samotném tvrzišti je patrná prohlubeň vyplněná kameny, což může být pozůstatek podsklepené budovy. Kromě keramiky byla na lokalitě nalezena mosazná přezka, dva železné hroty šípů do kuše, hřeby a zlomky dalších železných předmětů.

## Galerie

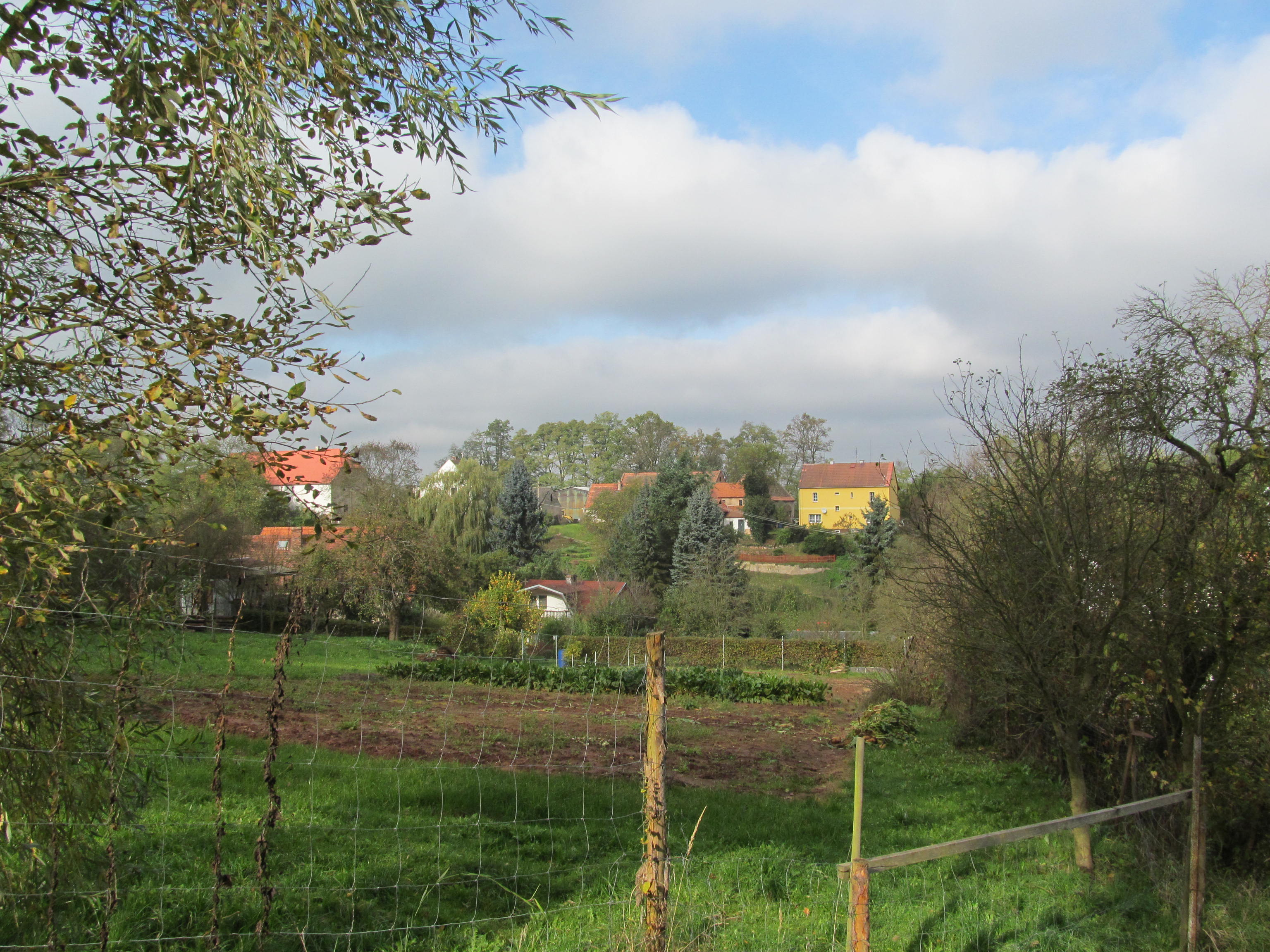
Partie ze vsi
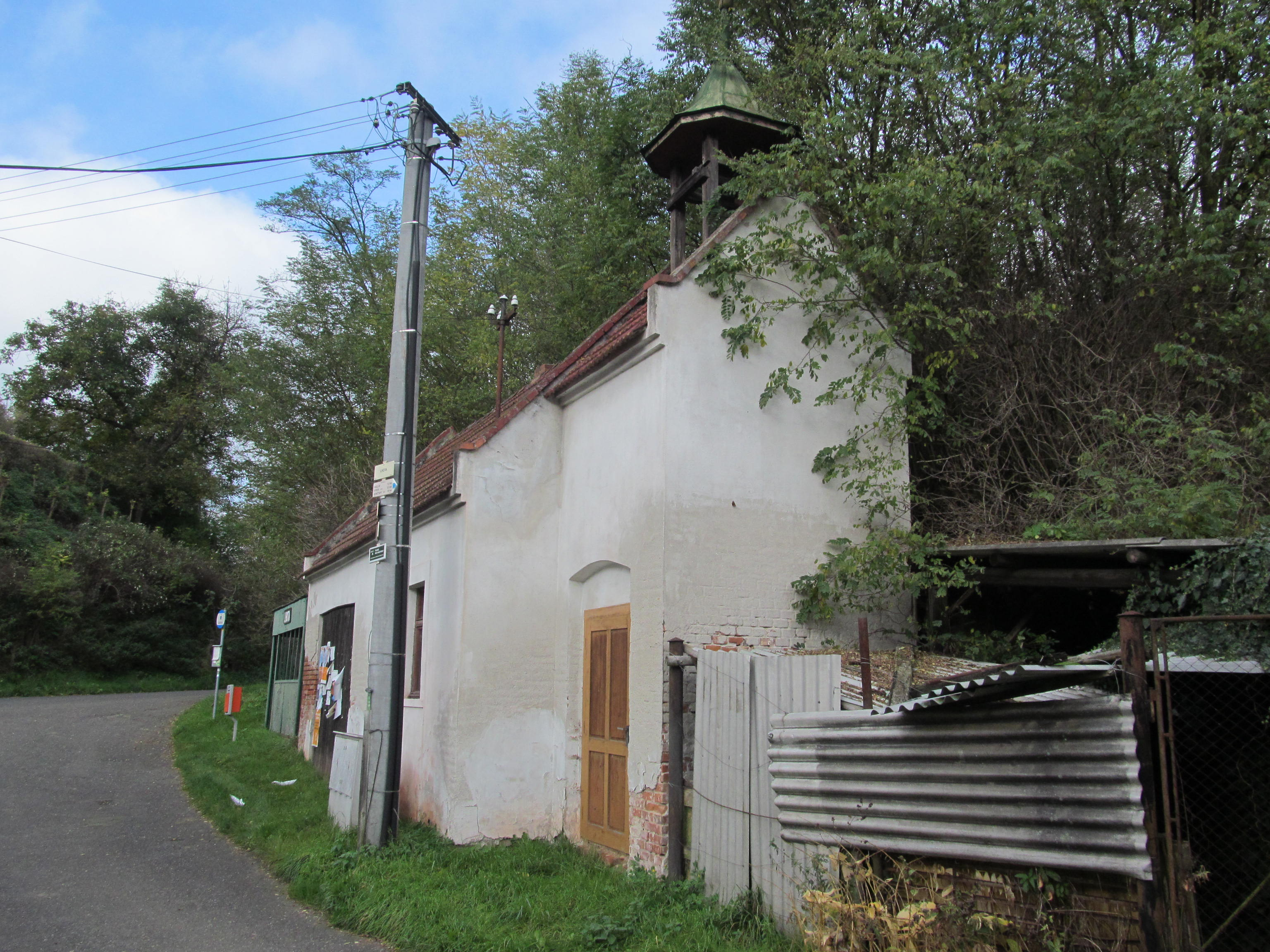
Bývalá hasičská zbrojnice